# Drosophila eupyga
Drosophila eupyga är en tvåvingeart som beskrevs av Léonidas Tsacas 1981. Drosophila eupyga ingår i släktet Drosophila och familjen daggflugor.
Artens utbredningsområde är Kamerun.